# Шаумян, Рафаэль Михайлович
Рафаэ́ль Миха́йлович Шаумя́н (арм. Ռաֆայել Շահումյան) (28 января 1894, Казах — 10 февраля 1942, под Ленинградом) — советский лингвист, кавказовед, ученик Н. Я. Марра, специалист по армянской диалектологии и древнеармянскому языку, исследователь языков лезгинской группы.

## Биография
Детство провёл в отцовском селе Коткенд и городе Казахе, затем был перевезён к дедушке в Тифлис, где окончил 5-ю гимназию. С 1917 по 1919 год работал в Москве мелким служащим и одновременно учился в Московском государственном университете на историко-филологическом факультете. В 1919 году добровольно вступил в РККА и был направлен на Юго-Восточный фронт в 1-ю кавказскую кавалерийскую дивизию Г. Гая. Вскоре по состоянию здоровья был переведён в продовольственную комиссию. До 1923 года работал счетоводом, контролёром, снабженцем.
В 1923 году переехал в Петроград, где в 1926 году окончил Университет по лингвистическому отделению факультета общественных наук. Работал в научных учреждениях Академии наук СССР, окончил аспирантуру Института языка и мышления. По поручению Н. Я. Марра занимался разбором древнеармянских рукописей. В 1928 году командирован в Нагорный Карабах для собирания материалов по карабахским диалектам. В 1929 году занимался сбором балкарских лексических материалов в Кабардино-Балкарии. Участвовал в составлении сванского словаря.
В 1933 году по представлению Н. Я. Марра зачислен в ИЯМ научным сотрудником. В 1933 и 1934 гг. исследовал агульский язык в ходе Дагестанской лингвистической экспедиции, организованной Всесоюзным центральным комитетом нового алфавита совместно с Институтом языка и мышления.
В 1936 году присуждена ученая степень «кандидата общественных наук по разделу языковедения» без защиты диссертации. В 1937 году проводил полевую работу в северном Азербайджане, где изучал гильский диалект лезгинского языка, а также познакомился с языками шахдагской группы. Читал лекции по арменистике в университете, в 1940 году утверждён в звании доцента ЛГУ по кафедре кавказской филологии.
В начале 1941 года опубликован «Грамматический очерк агульского языка» — первая агульская грамматика после труда А. Дирра (1907). Р. М. Шаумян представляет в Учёный совет Института языка и мышления эту работу в качестве диссертации на соискание ученой степени доктора наук. Были назначены официальные оппоненты (акад. И. И. Мещанинов, проф. Л. И. Жирков, проф. К. Д. Дондуа), однако из-за начала войны защита не состоялась. В 1941 году Р. М. Шаумян закончил также «Грамматический очерк лезгинского гильского диалекта» (рукопись).
В начале февраля 1942 года из Ленинграда началась эвакуация сотрудников Института. В поезде по пути к станции Белая Грива на Ладоге погибли учёный секретарь С. Л. Быховская, старшие научные сотрудники Р. М. Шаумян и А. Н. Улитин, главный бухгалтер В. Г. Звейнек.

## Основные труды

### Монографии
- Шаумян Р. М. Грамматический очерк агульского языка (с текстами и словарем). М.—Л., 1941.

### Статьи
- Шаумян Р. М. О карабахском термине tğopur «грецкий орех» // Яфетический сборник. VI. Л., 1930.
- Шаумян Р. М. К интерпретации халдского термина patari // Яфетический сборник. VI. Л., 1930.
- Шаумян Р. М. Балкарская лексика (материалы для балкарско-русского словаря) // Языки Северного Кавказа и Дагестана. I. М., 1935.
- Шаумян Р. М. Предварительное сообщение об агульском языке // Язык и мышление. III—IV. М.—Л., 1935.
- Шаумян Р. М. Следы грамматических классов (родов) в агульском языке // Язык и мышление. VI—VII. М.—Л., 1936.
- Шаумян Р. М. Н. Я. Марр — арменист // Язык и мышление. VIII. М.—Л., 1937.
- Шаумян Р. М. Armeniaca-Lesgica (армяно-лезгинские лексико-морфологические параллели) // Академия Наук академику Н. Я. Марру. М.—Л., 1935.
- Шаумян Р. М. К анализу лезгинского числительного yaq̇ṫur ‘40’ // Памяти Н. Я. Марра. М.—Л., 1938.
- Шаумян Р. М. Яфетические языки «шахдагской подгруппы» (предварительное сообщение) // Язык и мышление. Х. М.—Л., 1940.

## О нём
- Пиотровский Б. Б., Турчанинов Г. Ф. Рафаэль Михайлович Шаумян (К 80-летию со дня рождения) // Историко-филологический журнал. — Ереван, 1974. — № 4.